# Contea di Sheridan (Montana)
La contea di Sheridan (in inglese Sheridan County) è una contea del Montana, negli Stati Uniti. Il suo capoluogo amministrativo è Plentywood.

## Geografia fisica
La contea di Sheridan ha un'area di 4.419 km² di cui il 1,74% è coperto d'acqua.

### Contee e municipalità confinanti
- Municipalità rurale di Surprise Valley n. 9 (Saskatchewan, Canada) - nord
- Municipalità rurale di Lake Alma n. 8 (Saskatchewan, Canada) - nord-est
- Contea di Divide (Dakota del Nord) - est
- Contea di Williams (Dakota del Nord) - est
- Contea di Roosevelt - sud
- Contea di Daniels - ovest
- Municipalità rurale di Happy Valley n. 10 (Saskatchewan, Canada) - nord-ovest

## Storia
La contea fu creata il 24 marzo del 1913.

### Evoluzione demografica

Situazione demografica

## Città principali
- Medicine Lake - town
- Outlook - town
- Plentywood (capoluogo) - city
- Westby - town

## Strade principali
- Montana Highway 5
- Montana Highway 16

## Musei
- Sheridan County Museum, su virtualmontana.com. URL consultato l'8 dicembre 2007 (archiviato dall'url originale il 26 ottobre 2006).